# Décembre en droit
| ← Décembre → |    |    |    |    |    |    |
| 1er          | 2  | 3  | 4  | 5  | 6  | 7  |
| 8            | 9  | 10 | 11 | 12 | 13 | 14 |
| 15           | 16 | 17 | 18 | 19 | 20 | 21 |
| 22           | 23 | 24 | 25 | 26 | 27 | 28 |
| 29           | 30 | 31 |    |    |    |    |

## 3 décembre
- 1857 : naissance à Oucques de Henry Berthélemy, jurisconsulte français, professeur de droit administratif († 4 septembre 1943 à Paris)

## 13 décembre
- 1889 : en France, l'arrêt Cadot rendu par le Conseil d'État met un terme à la théorie du ministre-juge.

## 15 décembre
- 1799 : en France, promulgation de la Constitution de l'an VIII
- 1836 : Edmond Picard : Jurisconsulte belge, avocat (métier) à la cour d'appel de Bruxelles et à la Cour de cassation il fut bâtonnier, professeur de droit, écrivain, Sénateur et journaliste (décédé le 19 février 1924).

## 19 décembre
- 2006 : la justice libyenne confirme la décision intervenue en 2004 condamnant à mort cinq infirmières bulgares et un médecin palestinien, accusés d'avoir volontairement inoculé le virus du sida à 426 enfants libyens dans un hôpital de Benghazi.

## 20 décembre
- 1963 :  début du procès de Francfort, le second procès d'Auschwitz.

## 28 décembre
- 1799 : en France, Le Moniteur universel, ancêtre du Journal Officiel devient le seul journal à caractère officiel.

## 30 décembre
- 2004 : une loi française crée la Haute autorité de lutte contre les discriminations et pour l'égalité (HALDE) compétente pour connaître de toutes les discriminations.
- 2006 :  Saddam Hussein, ancien dirigeant de l'Irak, est pendu à six heures du matin (heure locale), en exécution d'un jugement rendu par le Tribunal spécial irakien le 5 novembre 2006, confirmé en appel le 26 décembre, l'ayant condamné à mort par pendaison.